# Jüdischer Friedhof (Bad Salzuflen)
Der Jüdische Friedhof liegt in der Stadt Bad Salzuflen im nordrhein-westfälischen Kreis Lippe in Deutschland.

## Beschreibung

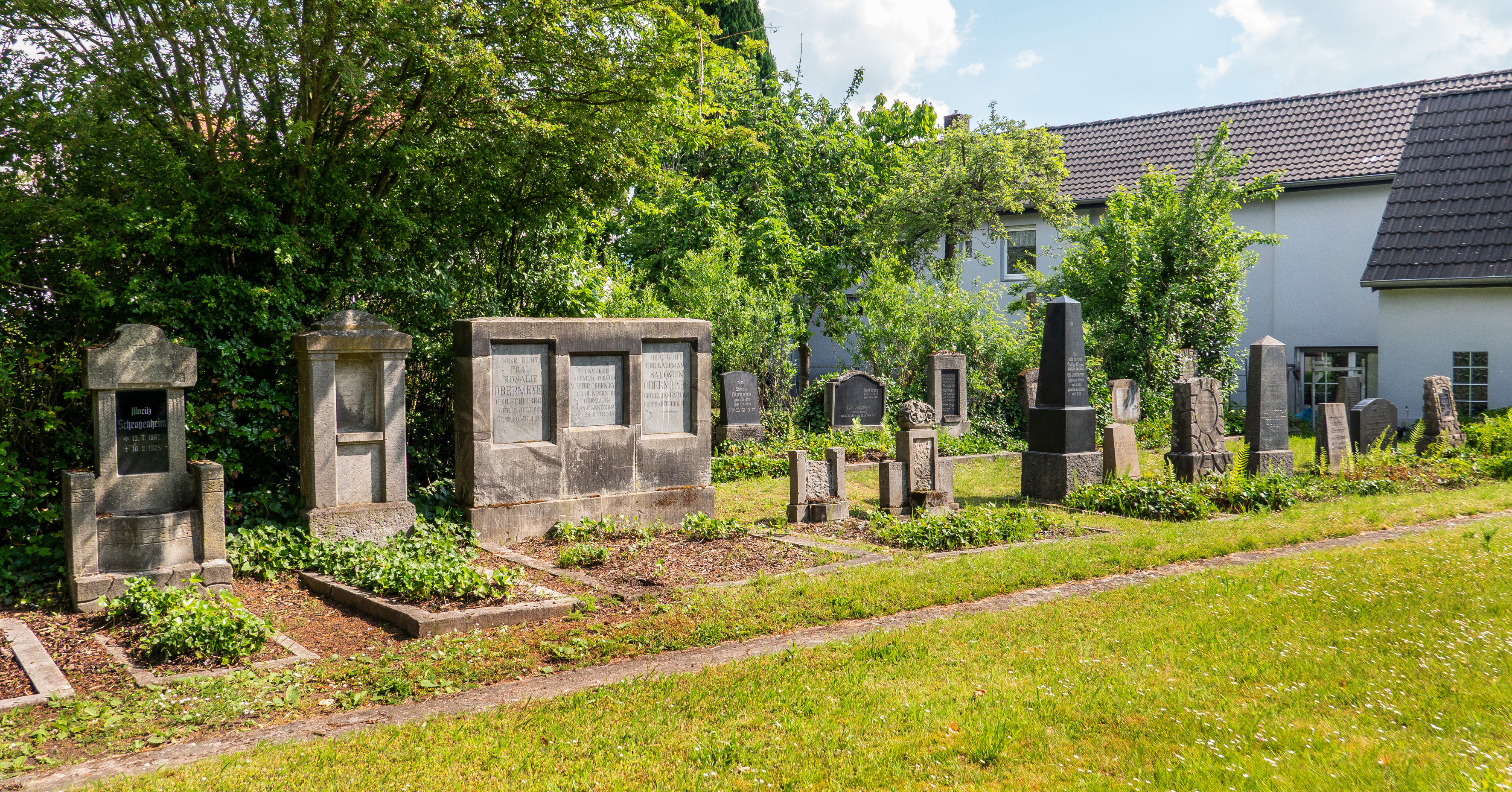
Jüdischer Friedhof in Bad Salzuflen

Der jüdische Friedhof befindet sich zwischen der Werler Straße und der Schießhofstraße (früher „Auf der Clues“ und „Vor dem Herforder Thore“). Als  „Judenkirchhof“ wird er 1607 erstmals urkundlich erwähnt und gilt damit als einer der ältesten jüdischen Friedhöfe in Lippe. Vermutlich wurde er schon Mitte des 16. Jahrhunderts angelegt. 1855 wurde er vergrößert. Bis 1871 diente der Friedhof auch den Juden aus Schötmar als Begräbnisstätte. Der am 31. März 1939 verstorbene Salomon Silberbach ist der letzte Jude, der auf dem Friedhof beigesetzt wurde.
Während der Zeit des Nationalsozialismus wurde das Friedhofsgelände 1941 von einem Bad Salzufler Kaufmann erworben und es folgte bis 1945 die kontinuierliche Zerstörung der Friedhofsanlage. Ein Großteil der Grabsteine (Mazewot) wurde abgeräumt und in einer nahe gelegenen Sandgrube entsorgt. Nach 1945 wurde das Gelände von seinem neuen Besitzer teilweise mit einer gewerblich genutzten Halle überbaut, die letzten noch verbliebenen 24 Grabsteine wurden am Rande des Areals aufgestellt.
1987 wurde das Friedhofsgelände von der Stadt Bad Salzuflen erworben. Diese ließ die darauf errichtete Halle abreißen, das Gelände 1988 neu gestalten und ein Mahnmal errichten.
Der Friedhof ist mit der Nummer 148 als Baudenkmal in die Denkmalliste der Stadt Bad Salzuflen eingetragen.

## Mahnmal

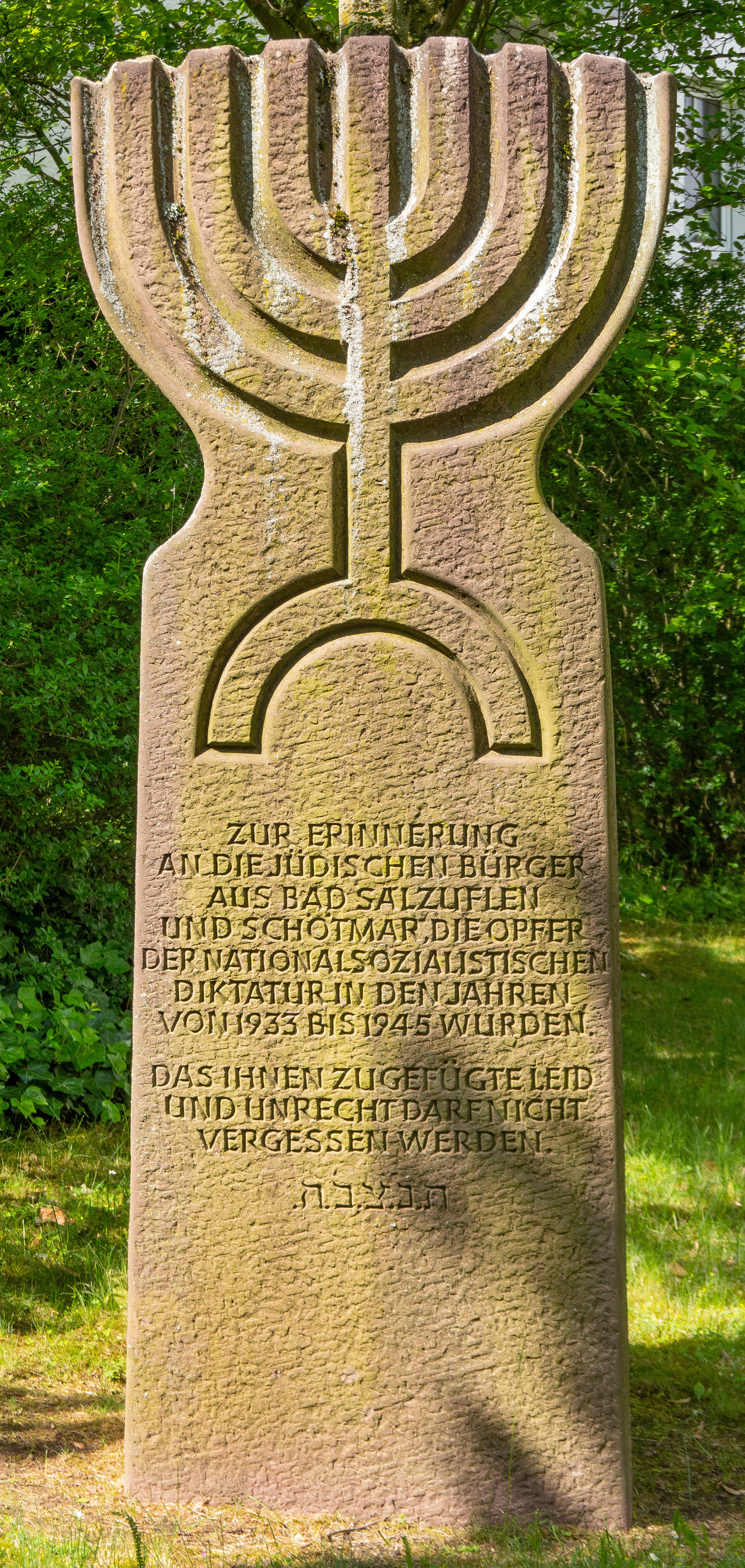
Mahnmal auf dem jüdischen Friedhof

Seit 1988 erinnert auf dem Friedhof ein vom Steinmetz Klaus Görder geschaffener Gedenkstein aus rotem Wesersandstein an die 63 Holocaust-Opfer der einstigen jüdischen Gemeinden von Bad Salzuflen und Schötmar.
Auf dem Stein in Form eines siebenarmigen Leuchters (Menora) befindet sich die Inschrift:
(Es folgen die Namen der 63 Opfer).